# Christiane Pilz
Pour les articles homonymes, voir Pilz.
Christiane Pilz, née le 3 août 1975 à Karl-Marx-Stadt (Allemagne), est une triathlète allemande, quadruple championne d'Allemagne de triathlon.

## Palmarès
Le tableau présente les résultats les plus significatifs (podium) obtenus sur le circuit national et international de triathlon depuis 2000,.
| Année | Compétition                                      | Pays           | Position           | Temps           |
| ----- | ------------------------------------------------ | -------------- | ------------------ | --------------- |
| 2009  | Championnats d'Allemagne de triathlon            | Allemagne      | Médaille d'or      | 2 h 19 min 26 s |
| 2007  | Championnats d'Allemagne de triathlon            | Allemagne      | Médaille d'or      | Timing          |
| 2007  | Coupe du monde - Étape de Richards Bay           | Afrique du Sud | Médaille de bronze | 2 h 3 min 49 s  |
| 2007  | Coupe du monde - Étape de Lisbonne               | Portugal       | Médaille de bronze | 2 h 6 min 30 s  |
| 2005  | Championnats d'Allemagne de triathlon            | Allemagne      | Médaille d'argent  | Timing          |
| 2005  | Coupe du monde - Étape de Tiszaújváros           | Hongrie        | Médaille d'argent  | 1 h 57 min 18 s |
| 2002  | Championnats d'Allemagne de triathlon            | Allemagne      | Médaille d'or      | Timing          |
| 2002  | Championnat d'Europe                             | Allemagne      | Médaille de bronze | 1 h 59 min 25 s |
| 2002  | Coupe d'Europe de triathlon - Étape de Francfort | Allemagne      | Médaille d'or      | 1 h 54 min 13 s |
| 2001  | Championnats d'Allemagne de triathlon            | Allemagne      | Médaille d'or      | Timing          |
| 2000  | Championnats d'Allemagne de triathlon            | Allemagne      | Médaille d'argent  | Timing          |